# Edison Rijna
Edison Enrique Rijna (Bonaire, 7 luglio 1967) è l'attuale tenente governatore di Bonaire, un'isola caraibica facente parte della municipalità dei Paesi Bassi chiamata Paesi Bassi caraibici.

## Biografia
Nato sull'isola di Bonaire, Rijna ha qui frequentato dapprima la scuola Prinses Beatrix per poi diplomarsi presso la SGB High School.
Dopo il diploma ha conseguito, nel 1996, una laurea di primo livello in moneta e finanza presso la Amsterdamse Academie e ha fatto carriera all'interno di istituti bancari internazionali fino a divenire un manager della Bon Recycling B.V., una ditta attiva nel settore dell'ambiente e delle energie rinnovabili. Ha mantenuto questo incarico fino al 1º marzo 2014, quando è stato nominato tenente governatore facente funzioni dell'isola di Bonaire. La sua nomina definitiva a tenente governatore è avvenuta il 22 agosto 2014.
Edison Rijna è sposato con Freeke Kunst e ha due figli: Ivan e Rosa.